# 2017 MC4
2017 MC4 — астероид, сближающийся с Землёй и Венерой. Номер не присвоен. Собственного имени не имеет. Последнее сближение с Землёй произошло 11 июля 2017 года в 2:03 UTC, расстояние 2,924 млн км, скорость 20,715 км/с.
Этот астероид сблизится с Землёй в 2034 году.

## Сближения
| дата                         | а. е.                                        | расстояний до Луны                     | небесное тело |
| ---------------------------- | -------------------------------------------- | -------------------------------------- | ------------- |
| 2015/05/01 00:41 ± 1д 2ч 26м | {\displaystyle 0{,}033_{-0,019}^{+0,072}}    | {\displaystyle 12{,}8_{-7,4}^{+28,1}}  | Венера        |
| 2016/06/17 10:09 ± 17ч 20м   | {\displaystyle 0{,}098_{-0,041}^{+0,044}}    | {\displaystyle 38{,}1_{-15,9}^{+17,1}} | Венера        |
| 2017/07/11 02:03 ± 1м        | 0,0195 ± 0,0001                              | 7,6                                    | Земля         |
| 2034/07/11 ± 19ч             | {\displaystyle 0{,}0135_{-0,0068}^{+0,0628}} | {\displaystyle 5{,}3_{-2,6}^{+24,5}}   | Земля         |